# Jacobus Bellamy
Jacobus Bellamy (ur. 1757, zm. 1786) – holenderski poeta i krytyk literacki, którego twórczość wpłynęła na „przełom preromantyczny”.

## Życiorys
Pracował jako piekarz do 1782. Studiował teologię w Utrechcie dzięki stypendium ufundowanym przez jego sąsiadów. Działał w towarzystwie literackim Dulces ante omnia Musae. Był współlokatorem P. P. J. Quint Ondaatjego, do którego przejął poglądy republikańskie.

## Twórczość
Jego anakreontyki oraz pieśni patriotyczne wzorowane były w swej formie na twórczości Johanna Wilhelma Ludwiga Gleima. Swoje poglądy polityczne wyraził w zbiorze Vaderlandsche gezangen z 1783 (pol. Pieśni patriotyczne). Uznaniem cieszy się jego poezja miłosna na którą składają się zbiory Gezangen myner jeugd z 1782 (pol. Pieśni mojej młodości) oraz Gezangen z 1785 (pol. Pieśni). Wraz z gronem przyjaciół wydawał w latach 1784–1786 dwa czasopisma literackie: Proeven voor het verstand, den smaak en het hart (pol. Przykłady dla rozumu, smaku i serca) oraz De Poetische Spectator, w których opowiadał się przeciwko sformalizowanej liryce promowanej przez towarzystwa literackie nazywane przez niego „poetyckimi gospodami”, które krytykował od 1783 proponując w zamian „prawdziwe, proste odczuwanie przyrody w wierszu”. W pierwszym ze wspomnianych periodyków ukazała się napisana przez Bellamy’ego mieszczańska ballada pt. Roosje (pol. Różyczka) uznawana za najlepszy w swoim gatunku oraz jeden z najpopularniejszych wierszy w literaturze niderlandzkiej.